# Kościół w Dydni
Kościół w Dydni este o arie protejată (sit de importanță comunitară — SCI) din Polonia întinsă pe o suprafață de 198,01 ha, integral pe uscat.

## Localizare
Centrul sitului Kościół w Dydni este situat la coordonatele 49°40′47″N 22°09′23″E / 49.6797°N 22.1564°E.

## Înființare
Situl Kościół w Dydni a fost declarat sit de importanță comunitară în octombrie 2009 pentru a proteja 1 specie de animale.

## Biodiversitate
Situată în ecoregiunea continentală, aria protejată conține 3 habitate naturale: Fânețe de joasă altitudine (Alopecurus pratensis, Sanguisorba officinalis), Păduri de fag Asperulo-Fagetum, Păduri aluvionare cu Alnus glutinosa și Fraxinus excelsior (Alno-Padion, Alnion incanae, Salicion albae).
La baza desemnării sitului se află o specie protejată de  mamifere: liliac comun (Myotis myotis).
Pe lângă speciile protejate, pe teritoriul sitului au mai fost identificate 3 specii de mamifere.